# Монголски центар за родну равноправност
Монголски центар за родну равноправност (монг. Хүйсийн тэгш эрх төв) је невладина организација са седиштем у Улан Батору. Члан је Глобалне алијансе против трговине женама.

## Историјат
Монголски центар за родну равноправност је основан 2002. године за борбу против растућег криминала трговине људима у Монголији, са фокусом на заштиту младих жена и девојака. 
Залаже се за побољшање законодавства против трговине људима и води програме превенције, подизања свести и заступања у вези са трговином људима, заједно са пружањем правног заступања, склоништа, саветодавних услуга и стручне обуке за репатриране жртве трговине људима. Развио је низ образовних материјала и публикација за социјалне раднике, наставнике, студенте, полицију и друге службенике, као и образовне алате за родитеље и наставнике о безбедности деце са циљем спречавања сексуалног злостављања деце. Развио је и објавио приручник о родној равноправности у сарадњи са Националним педагошким универзитетом и Универзитетом науке и технологије Монголије. Организује образовне програме од основне школе до универзитета.
Године 2007. је покренуо Програм директне помоћи жртвама трговине људима уз помоћ Међународне организације за миграције. У периоду од 2016. до 2017. су идентификоване шездесет и три жртве трговине људима и пружена им је потпуна помоћ у реинтеграцији.
Између 2000. и 2008. године број бракова монголских жена са страним држављанима је порастао са 79 на 3485, а 67,8% њих је било са држављанима Кореје. Јула 2008. је Монголски центар за родну равноправност заједно са Владом Републике Кореје и монголским Министарством социјалног старања и рада обезбедио једнодневни програм обуке за монголске невесте. Програм се фокусирао на корејску културу, језик и друштво, законске прописе у вези са браком и разводом у Кореји и давао опсежне савете о трговини људима, насиљу у породици и злостављању.